# Мелліля
Мелліля (фін. Mellilä) — колишня громада в Фінляндії, що розташовувалася у провінції Південно-Західна Фінляндія, губернії Західна Фінляндія. На початку 2009 року Мелліля приєднана до міста Лоймаа разом з Аластаро. До муніципального об'єднання Мелліля межувала з містами Лоймаа та Сомеро, а також з громадами Коскі, Пьовтюя, Марттіла та Їпяйя.

## Розташування

Карта регіонів навколо Лоймаа

Мелліля, що здобула статус самостійної громади у 1916 році, коли була сільською місцевістю; раніше вона входила до складу Лоймаа. Центр Меллілі розвивався завдяки залізниці — залізничну станцію Мелліля на лінії Турку–Тойяла відкрито 1885 року. У 1990 році станцію закрили через зменшення пасажиропотоку, спричиненого автомобілізацією. Наразі стара станція використовується як молодіжний центр.
У 1960-х через громаду проклали нову трасу автомагістралі №9 від Турку до Тампере, що також скоротила шлях до регіонального центру Лоймаа.
У центрі Меллілі розташовані відділення Ощадного банку Нійнійокі, магазин K-Market, бібліотека, а також блошиний ринок старих і нових речей, який утримується сільським товариством Меллілі. Поблизу центру також працює ресторан швидкого харчування.

## Природа
Природа Меллілі типова для глиняних рівнин регіону Лоймаа, де лише подекуди, головним чином на вододілах, трапляються болота, моренні пагорби з кам'янистими вершинами та місцями — гряди. Найбільше болото — Ексюссуе, що простягається територіями Коскі, Сомеро, Їпяйя та Лоймаа. Через західну частину Меллілі проходить гряда, яка тягнеться від Сякюля до Мелліля і далі до Коскі, уздовж якої розташовані кілька менших боліт і невеликі озера. Найзначніше водоймище — річка Нійнійокі, що бере початок у Мелліля, протікає через колишню громаду Лоймаа впадає у Лоймійокі в Аластаро.
Серед невеликих грядових озер найбільшим є джерельне озеро Мустаярві, виток притоки Тарвасйокі річки Паіміонйокі, що протікає через Карінайнен. На його березі розташований табірний центр Мустваярві, що належить лютеранській євангелічній асоціації. Уздовж гряди також проходить історична дорога Гуовінтіе — об'єкт культурної спадщини національного значення, визначений Музейним відомством Фінляндії.

## Історія

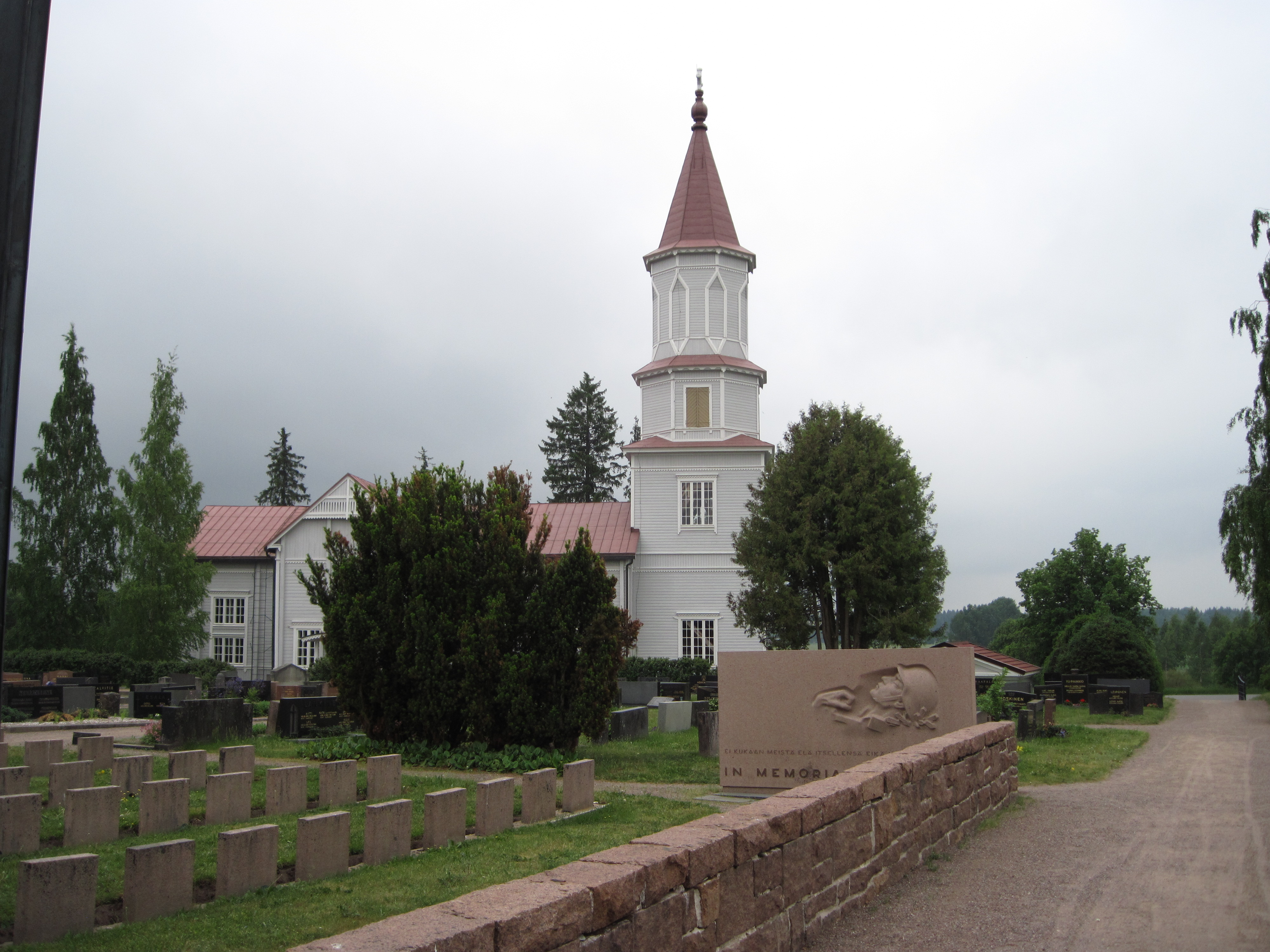
Церква Мелліля

На початку Нового часу Мелліля входила до церковної парафії Лоймаа. Чверть парафії Нійнійокі складалася з сіл Мелліля, Песянсуо та Перяля, останнє з яких у XVI столітті поділилося на села Ісонперя та Вяганперя. Наприкінці століття на цій території налічувалося 21 господарство. У 1651—1680 роках Мелліля разом із материнською парафією входила до складу баронства Лоймаа, дарованого Арвіду Віттенбергу.
Мелліля, яку тоді ще називали Перянкулма, стала молитовною парафією Лоймаа у 1825 році. Ще в 1805 році єпископське управління Турку постановило проводити там богослужіння кожної четвертої неділі. Дозвіл на будівництво власної церкви надано в 1815 році, а підготовчі роботи розпочалися 1817-го. Через суперечки будівництво призупинено на кілька років, поки у 1823 році указом імператора не наказано завершити його. Нинішня церква Мелліля зведена у 1825 році, а у 1888 році до неї додали вежу.
На момент здобуття незалежности Фінляндією населення громади становило трохи менше ніж 2000 осіб. Упродовж наступних десятиліть кількість населення повільно зростала, особливо завдяки переселенцям із Куркійокі у Карелії, і досягла майже 3000 осіб. Згодом кількість мешканців почала знижуватися.

## Культура

### Діалект
Діалектом Меллілі є варіант Нижньосатакунського діалекту, що входить до групи південно-західних проміжних діалектів. Нижньосатакунський діалект розповсюджений у межах історичних парафій Кокемякі та Гуіттінен, із локальними варіаціями.

### Кулінарна культура
У 1980-х роках до традиційних страв Меллілі віднесено сир йоппіюусто, виготовлений зі знежиреного молока, а також салетті — розоллі, який подавали зі смаженими солоними оселедцями.